# 2449 Kenos
2449 Kenos este un asteroid din centura principală, descoperit pe 8 aprilie 1978 de William Liller.